# Senetářov
Senetářov är en ort i Tjeckien.   Den ligger i regionen Södra Mähren, i den östra delen av landet, 190 km öster om huvudstaden Prag. Senetářov ligger 550 meter över havet och antalet invånare är 506.
Terrängen runt Senetářov är platt åt nordväst, men åt sydost är den kuperad. Runt Senetářov är det ganska tätbefolkat, med 62 invånare per kvadratkilometer. Närmaste större samhälle är Vyškov, 16,5 km sydost om Senetářov. Trakten runt Senetářov består till största delen av jordbruksmark.